# 夢で逢えたら/恋はメレンゲ
「夢で逢えたら / 恋はメレンゲ」（ゆめであえたら こいはメレンゲ）は、1977年6月1日に発売された大滝詠一プロデュースによる、シリア・ポールのシングル。

## 解説
「夢で逢えたら」「恋はメレンゲ」とも、大滝詠一プロデュースによるシリア・ポールのアルバム『夢で逢えたら』収録曲。アルバムに先行して発売されたシングルで、両面ともシングル・ヴァージョン。「恋はメレンゲ」のシングル・ヴァージョンは麻布台のサウンド・シティでトラック・ダウンされているが、「夢で逢えたら」のシングル・ヴァージョンはステレオ・モノラル両方ともCBS/SONY六本木スタジオで行われている。両曲ともアルバム収録のものに比べてエコーが控えめになっている。1997年にアルバムがオリジナル・マスターでの初CD化の時に、笠井鉄平によるリマスタリングにて両曲ともボーナス・トラックとして収録、CD化された。後に2018年にリリースされた『夢で逢えたら 40th Anniversary Edition』と『夢で逢えたらVOX』のCD-1「1977 Original Album + Single <CBS SONY, Sound City & Freedom Mix>」にも、内藤哲也によるリマスタリングにてそれぞれ収録された。
「夢で逢えたら」はそもそもアン・ルイスのために書かれ、まずは吉田美奈子がアルバムで歌うことになった曲だが、大滝プロデュースによるナイアガラ・レーベルから最初にシングル・リリースされたシリア・ポール盤はオリジナルとして認識されている。大滝自身もアルバムのライナー・ノーツに“今は完全にシリア・ポールの曲”と明記している。大滝は後にこのシリア版のバックトラックを流用してセルフカバー。
死後のスタジオ整理でマスターテープが見つかり、葬儀で流された。2014年リリースのオールタイム・ベスト『Best Always』に収録された。
「恋はメレンゲ」は大滝のアルバム『NIAGARA MOON』収録曲で、女性が歌うことを踏まえ、歌詞が一部変更されている。この曲はイーディ・ゴーメの「恋はボサノバ」のパロディとして作ったものだと大滝本人は明かしているが、オリジナルを歌っているイーディ・ゴーメは“女性”なので大滝は“男性”からの“返歌”とした。が、原曲は女性の歌なので、シリア・ポールが歌うヴァージョンがお答えソングとしては大滝よりも正当なものと言えるかもしれないという。女性が歌ったものに男性が返歌したもの。更にそれを“女性”が歌う。つまりシリア版の「恋はメレンゲ」は本卦還りしたみたいなものなので、大滝ヴァージョンにあるパロディックな要素は構造的に消えてしまっている。曲の内容が“裏の裏で表”になってしまったので、イントロとエンディングを“ヘン”なリズムにすることによって、原型はパロディ作品であったことを示唆しようと試みているという。

## アートワーク、パッケージ
シングルのジャケット裏面にはシリア・ポールの顔写真とプロフィールのほか、“LPのお知らせ”として、同月発売予定のアルバムについての告知が掲載されている。

## 収録曲
- Words & Music by 大瀧詠一
- Rhythm Arrangements by 多羅尾伴内
- Strings Arrangements by 山下達郎

### SIDE A
1. 夢で逢えたら  –  (3:34) CP-1

### SIDE B
1. 恋はメレンゲ  –  (2:08) CP-2

## レコーディング・メンバー（『夢で逢えたら』）
| — Rhythm — |                        |  |                        |
|            | 西多摩リズムセクション |  |                        |
|            | Dr. & Percussion       |  | 上原“ウラオカズ”裕     |
|            | Bass                   |  | 田中章弘               |
|            | Guitar                 |  | 村松“カンテラ星人”邦男 |
|            | Keyboards              |  | 井上鑑                 |
|            |                        |  |                        |
| — Horns —  |                        |  |                        |
|            | 稲垣セクション         |  |                        |
|            | Alto                   |  | 岡崎資夫               |
|            | Ten                    |  | 稲垣次郎               |
|            | Ten                    |  | 鈴木                   |
|            | Baritone               |  | 砂原俊三               |
|            |                        |  |                        |
| — Chorus — |                        |  |                        |
|            | シンガーズ・スリー     |  |                        |
|            |                        |  |                        |
| — Steel —  | — Steel —              |  | 駒沢裕城               |
| — Flute —  | — Flute —              |  | 浜口茂外也             |

|             |  |                                             |
| Recorded at |  | 45 Studio, Fussa                            |
| Mixed at    |  | - Sound City, Azabudai - CBS-SONY, Roppongi |
|             |  |                                             |
| Engineer    |  | 笛吹“Larry”銅次                             |
| Produced by |  | 大瀧詠一 for Sound of Niagara Productions.  |

## リリース日一覧
| 地域 | タイトル                                 | リリース日    | レーベル                         | 規格               | カタログ番号 | 備考 |
| ---- | ---------------------------------------- | ------------- | -------------------------------- | ------------------ | ------------ | --- |
| 日本 | 夢で逢えたら / 恋はメレンゲ              | 1977年6月1日  | NIAGARA ⁄ COLUMBIA               | 7"シングルレコード | LK-37-E      | 両曲ともシングル・ヴァージョン |
| 日本 | 夢で逢えたら / 夢で逢えたら 大滝詠一楽団 | 1977年6月     | NIAGARA ⁄ COLUMBIA               | 7"シングルレコード | TD-1027      | プロモーション用非売品シングル。両曲ともモノラル・ミックスで、B面はインストゥルメンタル・ヴァージョン。ジャケットの代わりにモノクロのコピーが付属。                                                  |
| 日本 | 夢で逢えたら / 恋はメレンゲ              | 2018年3月21日 | NIAGARA ⁄ Sony Music Labels Inc. | 7"シングルレコード | SRJL 1114    | 『夢で逢えたらVOX』(SRJL 1112~9)の一枚。1977年6月1日に発売された7インチ・シングル盤(LK-37-E)の復刻。レーベルは可能な範囲でオリジナルのデザインに近づけたものを使用。                                 |
| 日本 | 夢で逢えたら / 夢で逢えたら 大滝詠一楽団 | 2018年3月21日 | NIAGARA ⁄ Sony Music Labels Inc. | 7"シングルレコード | SRJL 1115    | 『夢で逢えたらVOX』(SRJL 1112~9)の一枚。プロモーション用に作られた非売品7インチ・シングル盤(TD-1027)の復刻。モノクロのコピーおよびレーベルは、可能な範囲でオリジナルのデザインに近づけたものを使用。 |